# Света Богородица (Аполония)
Аполонийският манастир „Света Богородица“ (на албански: Manastiri i Apolonisë) е православен манастир от IX век, разположен до руините на античния древногръцки град Аполония Илирийска в Южна Албания, историческа Кутмичевица. През XIII - XIV век манастирът е възстановен в сегашния му вид с църквата.